# Now (album của Fin.K.L)
Now là album phòng thu thứ ba của nhóm nhạc nữ Hàn Quốc Fin.K.L, được phát hành vào ngày 6 tháng 10 năm 2000. Album bao gồm 13 bài hát, kéo dài 49 phút và 54 giây, trong đó có ca khúc chủ đề cùng tên "Now" đã giúp nhóm gặt hái nhiều thành công trong năm 2000, cụ thể là đoạt giải Best Female Group, đề cử giải Mnet Asian Music Award for Best Dance Performance.

## Mô tả
Sau khi phát hành và quảng bá xong album đặc biệt đầu tiên S.P.E.C.I.A.L. Thì nhóm đã tung ra album phòng thu thứ 3 mang tên "Now" vào ngày 6 tháng 10 năm 2000. Trong khi quảng bá album thì có một vài sự cố xảy ra như việc Yuri bị đụng đầu với một vũ công khi thực hiện vũ đạo, nên họ phải chỉnh sửa lại phần nhảy, nhưng không kém sôi động, rồi Ock Joo-hyun bị thương ở chân không thể đi lại trong khi trình diễn "Now", nên sau đó khi quảng bá "Eternal Love" thì Joo-hyun phải ngồi xe lăn và phần vũ đạo có đôi chút hạn chế, và cuối cùng là sự cố với "My Own Secert" thì phần lời lại gặp rắc rối khi có tên của một công ty "I love school" nên gặp vấn đề khi quảng bá. Tuy vậy độ phủ sóng của album đối với khán giả là vô cùng lớn, "Now" được nhiều khán giả trẻ yêu thích và trở thành hit năm 2000 và cũng có nhiều nhóm nhạc cover lại. Ngoài ra khi lắng nghe album ta sẽ thấy phần rap đa số là của Lee Hyori, và phần lời của Ock Joo-hyun có phần ít hơn so với các album trước thay vào đó là sự lên ngôi của Lee Hyori. Cô cũng tham viết phần lời rap của "Feel Your love" và "One Fine Day" cùng các nhạc sĩ, còn riêng Ock Joo-hyun thì lại viết lời và đơn ca trong "Dear Man".

### Now
"Now" là ca khúc đầu chính của album, và bắt đầu quảng bá cho các sân khấu trở lại trên SBS inkiyago bắt đầu từ ngày 8 tháng 10 cùng với "Feel your Love" và "Eternal Love". Trong khi đó 2000 là năm đầu tiên của thế khỉ mới, là năm giao hòa của đất trời, khởi đầu cho thời đại mới. Đồng thời 2000 là năm mà các nghệ sĩ kpop nổi tiếng cùng thời có kế hoạch trở lại như: H.O.T., Seo Taiji & Boy trở lại sau 4 năm vắng bóng. Họ đều là những cái tên quá đỗi quen thuộc với giới trẻ hiện giờ, đây được xem như cuộc đấu khốc liệt và khó khăn của các nhóm nhạc k-pop, khi họ phải đối đầu trực tiếp với nhau một cách gay gắt. Vượt lên tất cả "Now" với phần lời và rap sôi động cùng đoạn nhạc bắt tai ở giữa 2 phần lời càng lằm tăng thêm sức hấp dẫn cho người nghe. "Now" đã giúp Fin.K.L rinh về nhiều giải thưởng lớn cuối năm cho phần vũ đạo và MV ca nhạc, đồng thời nhận giải Best Female Group của Mnet Asian Award 2000 vào cuối năm và chiến thăng nhiều tuần liên tiếp trên các sân khấu âm nhạc cuối tuần. MV ca nhạc của "Now" cũng có sự góp mặt của nam diễn viên Jo In-sung, nhưng lúc này anh chỉ mới 19 tuổi, và vẫn còn là một gương mặt trẻ trong làng điện ảnh Hàn Quốc.

### Feel Your Love
Tương tự như như "Now", "Feel Your Love" mang lại cảm giác vui tươi, khỏe khắn, thu hút người nghe, ngoài ra phần vũ đạo siêu ngầu cũng là thế mạnh của đĩa đơn. Chính vì vậy "Feel Your Love" đã trụ hạng lâu trên nhiều bảng xếp hạng âm nhạc, nên việc quảng bá cho "Eternal Love" có phần bị hạn chế hơn. Để phục vụ cho việc quảng bá album và chủ đề, phong cách mà bài hát hướng tới, nhóm đã mặc các trang phục dễ thương và có phần nóng bức. Ngoài ra Fin.K.L cũng đã hóa thân thành các học sinh trung học để quảng bá ca khúc này trong một vài tuần.

### Eternal Love
Đĩa đơn thứ 3 "Eternal Love" lại có giai điệu khác biệt với hai đĩa đơn còn lại. "Now" và "Feel Your Love" là những bản R&B mạnh mẽ, kết hợp giai điệu funky vui vẻ, hiphop bắt tai. Nhưng "Eternal Love" lại là bản ballad buồn. Trang phục quảng bá cho đĩa đơn giống với "Now" nhưng sân khấu và cách trình trình diễn khác biệt. Trong thời gian quảng bá, Ock Joo-hyun phải ngồi xe lăn nên việc quảng bá cho "Eternal Love" bị hạn chế cụ thể thì phần vũ đạo đã bị cắt giảm do Ock Joo-hyun không thể di chuyển chân.

## Danh sách bài hát
| Now              | Now                                         | Now                       | Now              | Now              | Now        |
| STT              | Nhan đề                                     | Phổ lời                   | Phổ nhạc         | Hòa âm           | Thời lượng |
| ---------------- | ------------------------------------------- | ------------------------- | ---------------- | ---------------- | ---------- |
| 1.               | "Now"                                       | Hong Jiyu                 | Kim Jin Kwon     | Kim Jin Kwon     | 03:31      |
| 2.               | "Feel Your Love"                            | Yoo Yoojin                | Shin Insoo       | Kim Seunghyun    | 03:38      |
| 3.               | "Eternal Love"                              | Choi Heejin               | Shin Insoo       | Lee Jeong-gyu    | 04:04      |
| 4.               | "My Love"                                   | Lee Hee Seung             | Ahn Jung Hoon    | Ahn Jung Hoon    | 04:00      |
| 5.               | "Waiting for something" (어떤 기다림)       | Yang Jae-sun              | Ahn Jung Hoon    | Ahn Jung Hoon    | 03:55      |
| 6.               | "One Fine Day"                              | Kim Young-ah, Kim Sangdae | Kim Kwon-won     | Kim Kwon-won     | 03:44      |
| 7.               | "Basic of Love" (연애의 기초)               | Kim Young-ah              | Park Geun-tae    | Park Geun-tae    | 03:47      |
| 8.               | "First Kiss" (첫키스)                       | Jeon Jin-Hwan             | Jeon Jun-Gyu     | Jeon Jun-Gyu     | 03:35      |
| 9.               | "Pure Love"                                 | Kim Young-ah              | Park Hae-moon    | Park Hae-un      | 03:53      |
| 10.              | "My own Secret" (나만의 비밀 (iloveschool)) | Lee Seungho, Joe          | Jehwanju         | Jehwanju         | 03:37      |
| 11.              | "Sting..."                                  | Cho Eunhee                | Kim Hyeji        | Kim Seunghyun    | 03:47      |
| 12.              | "Remember me" (날 기억해줘요)               | Jung Seongyun             | Jung Seongyun    | Bae Heekyung     | 04:18      |
| 13.              | "Dear man"                                  | Ock Joo-hyun              | Hwang Hyejung    | Hwang Hyejung    | 04:05      |
| Tổng thời lượng: | Tổng thời lượng:                            | Tổng thời lượng:          | Tổng thời lượng: | Tổng thời lượng: | 49:54      |

## Thành công
Album "Now" đã đem về thành công lớn cho Fin.K.L khi giúp họ thành công tại nhiều giải thưởng lớn tại các lễ trao giải cuối năm 2000 của các nhà đài mặc dù có sự cạnh tranh gay gắt giữa các nghệ sĩ, trong đó có MMF. Album cũng tạo thành tích khủng với hơn 400,000 bản đã bán ra.